# Policultura
La policultura o el policonreu és un tipus d'agricultura que utilitza collites múltiples sobre la mateixa superfície. D'aquesta manera, imita fins a cert punt la diversitat d'ecosistemes naturals de plantes herbàcies, i evita les grans càrregues sobre el sòl agrícola de les collites úniques, o monocultiu. Inclou la rotació de collita, el multicultiu, l'intercultiu, i cultiu en carrerons. La policultura, encara que requereix sovint més treball, té diversos avantatges sobre la monocultura. La diversitat de collites ajuda a evitar la susceptibilitat que els monocultius tenen a les plagues. Per exemple, un estudi a la Xina divulgat en Nature va demostrar que si es plantaven diverses varietats d'arròs en els mateixos camps les produccions creixien un 89%, en gran part a causa d'una disminució dramàtica (del 94%) de la incidència de plagues, la qual cosa va fer que els plaguicides no fossin necessaris.
La major varietat de collites proporciona l'hàbitat per a més espècies, i per això augmenta la biodiversitat local. Aquest és un exemple de l'ecologia de reconciliació, o biodiversitat servicial dins de paisatges humans. El policultiu és un dels principis de la permacultura.